# Paula Deppe
Paula Deppe (née le 12 octobre 1886 à Rokycany, morte le 4 octobre 1922 à Passau) est une peintre et dessinatrice allemande.

## Famille
La famille Deppe vit à Rokycany, en Bohême, jusqu'à la fin de la Première Guerre mondiale. 

## Formation
Paula Deppe commence sa formation au début du XXe siècle à l'école académique de peinture de Jindřich Duchoslav Krajíček à Pilsen, ouverte en octobre 1894. Cette académie est ouverte exclusivement aux femmes et comprend des unités d'enseignement variées. En octobre 1907, Paula Deppe se rend à Munich pour commencer ses études à l'Académie des Dames de l'Association des Artistes féminines de Munich. À la base, les cours sont basés sur ceux de l'académie des beaux-arts de Munich. Paula Deppe suit les cours de Heinrich Knirr et de Ferdinand Götz. Afin d'intensifier sa formation, Paula Deppe fréquente également l'école privée de peinture de Julius Seyler.

## Amitiés
La confidente la plus proche et la meilleure amie de Paula Deppe est Gerta Springer (1880-1960), peintre de natures mortes et paysagiste. En 1917, elle établit les premiers contacts entre Paula Deppe et le couple d'artistes Maria Caspar-Filser et Karl Caspar, cofondateurs de la Nouvelle Sécession munichoise. Deux ans plus tard, Paula Deppe participe à l'exposition du Palais des glaces aux côtés de la Nouvelle Sécession.